# NGC 1625
NGC 1625 est une galaxie spirale barrée située dans la constellation de l'Éridan. NGC 1625 a été découverte par l'astronome britannique John Herschel en 1827.

## Caractéristiques
Sa vitesse par rapport au fond diffus cosmologique est de 69,4 ± 4,9 Mpc (∼226 millions d'al).
À ce jour, cinq mesures non basées sur le décalage vers le rouge (redshift) donnent une distance de 53,440 ± 9,772 Mpc (∼174 millions d'al), ce qui est tout juste à l'extérieur des valeurs de la distance de Hubble. Notons que c'est avec la valeur moyenne des mesures indépendantes, lorsqu'elles existent, que la base de données NASA/IPAC calcule le diamètre d'une galaxie et qu'en conséquence le diamètre de NGC 1625 pourrait être d'environ 43,2 kpc (∼141 000 al) si on utilisait la distance de Hubble pour le calculer.
La classe de luminosité de NGC 1625 est II et elle présente une large raie HI.